# 玛丽亚·费尔南达·巴尔德斯
玛丽亚·费尔南达·巴尔德斯·帕里斯（西班牙語：María Fernanda Valdés Paris，1992年3月17日—），智利女子举重运动员，2011年泛美运动会女子75公斤级银牌得主、2015年泛美运动会女子75公斤级银牌得主、2017年世界举重锦标赛女子90公斤级银牌得主、2019年泛美运动会女子87公斤级金牌得主。